# Shinkei
Shinkei (心敬), (1406 à Taishō, province de Kii (de nos jours Wakayama, préfecture de Wakayama) - 14 mai 1475) est un prêtre bouddhiste japonais ainsi qu'un poète tanka et renga.

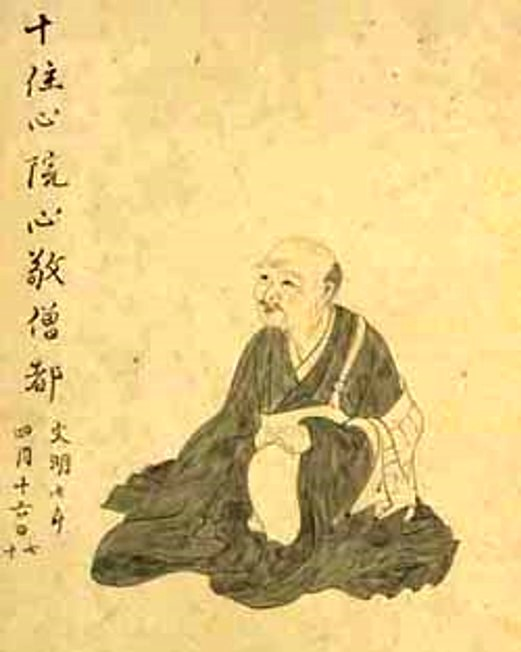
Shinkei

Shinkei est prêtre bouddhiste à un âge précoce et s'élève rapidement au rang de daisōzu,. Il considère la poésie comme le résultat d'un mode de vie religieux (shugyō). Pendant plus de trente ans il reste élève auprès du poète Shōtetsu. Ses poèmes se basent sur l'idéal esthétique japonais appelé yūgen,.
Outre des poèmes, il rédige aussi des textes poétiques, Sasamegoto (ささめごと) 1463 et Oi no kurigoto (老のくりごと) 1471,.

## Source de la traduction
- (de) Cet article est partiellement ou en totalité issu de l’article de Wikipédia en allemand intitulé « Shinkei » (voir la liste des auteurs).

1. 1 2 3  (ja) 沢井耐三, « 心敬 », sur 朝日日本歴史人物事典 bei kotobank.jp, Asahi Shimbun Shuppan
2. 1 2  Steven D. Carter, Traditional Japanese Poetry : An Anthology, Stanford University Press, 1993, 289 et suiv. (ISBN 0-8047-2212-9, lire en ligne)
3. 1 2  Kleines Lexikon der Japanologie. Zur Kulturgeschichte Japans, Harrassowitz, 1995, 3e éd., 423 p. (ISBN 978-3-447-03668-9 et 3-447-03668-0, lire en ligne)
4. ↑  Steve Odin, Artistic Detachment in Japan and the West : Psychic Distance in Comparative Aesthetics, University of Hawaii Press, 2001, 112 p. (ISBN 0-8248-2374-5, lire en ligne)